# Gabi Reinmann
Gabi Reinmann (* 21. Oktober 1965) ist eine deutsche Diplom-Psychologin und Professorin für Lehren und Lernen an der Hochschule, Universität Hamburg.

## Werdegang
Gabi Reinmann studierte an der Ludwig-Maximilians-Universität in München Psychologie. Nach dem Diplom 1990 promovierte sie 1993 in Psychologie, Pädagogik und Psycholinguistik und schloss ihre Dissertation in klinischer Psychologie ab. Danach war sie Mitarbeiterin von Heinz Mandl am Lehrstuhl für Empirische Pädagogik und Pädagogische Psychologie an der LMU München. Sie habilitierte sich im Jahr 2000 zum Thema Wissensmanagement und erhielt die Lehrbefugnis für Psychologie und Empirische Pädagogik.
Von 2001 bis  2010 war Reinmann Professorin (C3) für Medienpädagogik an der Universität Augsburg. Dort war sie Mitbegründerin des Instituts für Medien und Bildungstechnologie (imb) im Jahr 2007. Anschließend war sie von 2010 bis 2013 Professorin (W3) für Erziehungswissenschaft mit Schwerpunkt Lehren und Lernen mit Medien an der Universität der Bundeswehr München (Fakultät für Pädagogik), von 2010 bis 2012 außerdem Studiendekanin der Fakultät für Pädagogik. Von 2013 bis 2015 war sie Vizepräsidentin für Lehre & Didaktik und Professorin für Hochschuldidaktik an der Zeppelin Universität in Friedrichshafen. Seit Juni 2015 ist sie Professorin (W3) für Lehren und Lernen an der Universität Hamburg und dort Leiterin des Hamburger Zentrums für Universitäres Lehren und Lernen.

## Forschungs- und Entwicklungsschwerpunkte
- Bis 2005 Wissensmanagement mit besonderer Berücksichtigung von pädagogisch-psychologischen Aspekten.
- Bis 2013 Medienpädagogik und Mediendidaktik in den Bereichen Schule, Lehrerbildung und Berufsbildung.
- Aktuell Hochschuldidaktik mit besonderer Berücksichtigung des forschenden Lernens; Design-Based Research; Wissenschaftsdidaktik.

## Auszeichnungen
- 2001 Preis für gute Lehre an den staatlichen Universitäten in Bayern vom Staatsminister für Unterricht, Kultus, Wissenschaft und Kunst für die Konzeption, Durchführung und Evaluation des virtuellen Seminars „Einführung in das Wissensmanagement“

- 2004 Ideen- und Projektförderpreis für „The Fifth Dimension Project for Germany“ im Transatlantischen Ideenwettbewerb USable 2003/04 (in Kooperation mit Tom Vogt)

- 2005 und 2008 Spitzenbewertung beim Studierenden-Urteil im CHE-Hochschulranking für den Bachelor- und Master-Studiengang Medien und Kommunikation

- 2007 Best Paper Award auf der Jahrestagung der GMW (Gesellschaft für Medien in der Wissenschaft) zusammen mit Tom Sporer, Sandra Hofhues & Tobias Jenert

- 2008 Siegerplatz im Stifterverband-Wettbewerb „Campus Online“ der Universität Augsburg für das Konzept IT-Servicezentrum mit dem imb als Partner

- 2008 Best Paper Award auf der Jahrestagung der GMW (Gesellschaft für Medien in der Wissenschaft) zusammen mit Sandra Hofhues & Viktoria Wagensommer

- 2008 und 2009 Ranking-Plätze für ihr Weblog „e-Denkarium“ im Kontext von Weiterbildungs- und Wissenschaftsblogs

- 2009 (a) Publikumspreis beim Medidaprix 2009 sowie (b) D-ELINA Innovationspreis für das an der Professur für Medienpädagogik (Universität Augsburg) entwickelte Begleitstudium

- 2011 European Award for Technology Supported Learning (eureleA) „Beste Projektwirkung“ für das Projekt „edubreak-SportCampus: Web 2.0 gestütztes Lehr-Lernportal für die Traineraus- und Weiterbildung im organisierten Sport“ mit der Professur für Lehren und Lernen mit Medien als wissenschaftlicher Partner

- 2012 Best Paper Award auf der Jahrestagung der GMW (Gesellschaft für Medien in der Wissenschaft)

## Freie Bildungsressourcen
- Didaktisches Design:
- Evaluation:
- Qualitative Sozialforschung:
- Wissensmanagement:

## Weblink
- Gabi Reinmann: Blog

| Personendaten    | Personendaten        |
| ---------------- | -------------------- |
| NAME             | Reinmann, Gabi       |
| KURZBESCHREIBUNG | deutsche Psychologin |
| GEBURTSDATUM     | 21. Oktober 1965     |